# Star Channel (Grecia)
Star Channel, más conocido como Star, es un canal de televisión de Grecia que pertenece al grupo Nea Television S.A. Sus emisiones comenzaron en 1993, y su programación apuesta por el entretenimiento y la ficción estadounidense.

## Historia
El grupo Nea Television S.A. recibió una concesión nacional de televisión a comienzos de la década de 1990. Finalmente, Star Channel comenzó sus emisiones el 4 de diciembre de 1993, con una oferta de programas internacionales.
Desde sus inicios, Star se ha dirigido a un público joven, a diferencia de Mega o ANT1 con un perfil generalista puro. La emisora firmó un contrato exclusivo con Warner Bros para adquirir su catálogo de cine, series y estrenos. Por otra parte, sus informativos presentan un perfil más desenfadado y muchos de sus programas de actualidad se centran en los famosos del país.